# Tonton Susanto
Tonton Susanto (24 september 1972) is een Indonesisch wielrenner.

## Overwinningen
1997
13e etappe Ronde van de Filipijnen
2000
3e etappe Perlis Open
2004
WCS seri ke XI di Solo
2005
Ronde van Jakarta
2008
Eindklassement Jelajah Malaysia
1e etappe Ronde van Oost-Java
2011
 Zuidoost-Aziatische Spelen, Tijdrit

## Ploegen
- 2002 –  Giant Asia Racing Team (vanaf 9-8)
- 2003 –  Giant Asia Racing Team
- 2004 –  Wismilak Cycling Team
- 2005 –  Wismilak International Team
- 2006 –  Wismilak International Team
- 2007 –  LeTua Cycling Team
- 2008 –  LeTua Cycling Team
- 2009 –  LeTua Cycling Team (tot 5-7)
- 2010 –  Azad University Iran
- 2014 –  Pegasus Continental Cycling Team

Iswana · Lesmana · Matnur · Novardianto · Rastra · B. Suryadi · D. Suryadi · Susanto